# Treballs en les Forces Armades d'Espanya
Els treballs en les Forces Armades d'Espanya segueixen una estructura orgànica jeràrquica.
Les modalitats són els militars de reemplaçament i les forces professionals.
Les Forces Professionals són una modalitat de carrera professional en les FAE. Consisteix en un treball amb possibilitat de promoció i accés a militar de carrera i facilitats per a incorporar-se als treballs de l'àmbit civil. És distint del personal de reemplaçament. El treball d'aquests segueix una relació de serveis amb els quals manté un compromís temporal. Per a accedir-hi es passen proves psicotècniques que mesuren la intel·ligència general, l'aptitud i la conducta; es valoren mèrits acreditats; i finalment es passen unes proves físiques i un reconeixement mèdic.

## Categories
Les categories que agrupen els treballs en les Forces Armades d'Espanya són les següents:
- Oficials Generals: Capità General, Tinent General o Almirall, General de Divisió o Vicealmirall i General de Brigada o Contralmirall.
- Oficials Superiors: Coronel o Capità de Navili, Tinent Coronel o Capità de Fragata i Comandant o Capità de Corbeta.
- Oficials: Capità o Tinent de Navili, Tinent o Alferez de Navili i Alferes o Alferes de Fragata.
- Suboficials Superiors: Suboficial Major i Subtinent.
- Suboficials: Brigada, Sargent Primer i Sargent.
- Tropa i Marineria: Caporal Primer, Caporal i Soldat o Mariner.

El càrrec de Capità General pot concedir-se excepcionalment donades les circumstàncies de servei o mèrit personal.
La concessió de treball es fa mitjançant reial decret acordat en el Consell de Ministres i per proposta del President del Govern d'Espanya.
L'ocupació militar faculta per a manar o complir la seua missió. Quan es mana o dirigeix una unitat, centre o organisme el treballador és anomenat Cap, Comandant o Director, segons determinen els reglaments.
L'antiguitat en el lloc de treball és el temps que ha transcorregut des de l'obtenció del treball corresponent, excepte si es canvia la posició en l'escalafó. Si ha ocorregut aquest canvi, s'assigna l'antiguitat d'aquell que li precedeix en la seua nova situació.

## Escales
Les escales són tres i el temps mitjà de permamnència de cada posició:
- Escala Superior: Tinent (quatre anys), Capità (vuit anys), Comandant (huit anys), Tinent Coronel (set anys).
- Escala Mitja: Alferez (cinc anys), Tinent (deu anys), Capità (deu anys).
- Escala Bàsica: Sargent (vuit anys), Sargent Primer (set anys) i Brigada (nou anys).[1]

## Cossos
Els militars de carrera s'integren en Cossos. En cada Cos s'agrupen en una escala segons el grau educatiu exigit per a l'ingrés. Es classifiquen en Cossos específiques dels exèrcits i en Cossos Comuns de les Forces Armades.
Els Cossos Específics de l'Exèrcit de Terra són els següents: Cos General de les Armes de l'Exèrcit de Terra, Cos d'Intendència de l'Exèrcit de Terra, Cos d'Enginyers Politècnics de l'Exèrcit de Terra i el Cos d'Especialistes de l'Exèrcit de Terra.
Els Cossos Específics de l'Armada són: Cos General de l'Armada, Cas d'Infanteria de Marina, Cos d'Intendència de l'Armada, Cos d'Enginyers de l'Armada i Cos d'Especialistes de l'Armada.
Els Cossos Específics de l'Exèrcit de l'Aire són: Cos General de l'Exèrcit de l'Aire, Cos d'Intendència de l'Exèrcit de l'Aire, Cos d'Enginyers de l'Exèrcit de l'Aire i el Cos d'Especialistes de l'Exèrcit de l'Aire.
Els Cossos Comuns de les Forces Armades són: Cos Jurídic Militar, Cos Militar d'Intervenció, Cos Militar de Sanitat, Cos de Músiques Militar.

## Plantilles
Cada categoria té una plantilla màxima fixada per cada exèrcit i per al conjunt dels Cossos Comuns de les Forces Armades Espanyoles. Aquesta plantilla màxima és determinada mitjançant llei. El Govern espanyol, a proposta del Ministeri de Defensa, determina les plantilles màximes dels diferents Cossos i Escales tenint en compte la planificiació de la provisió per a la defensa militar, els temps mitjans de permanència en els treballs i els crèdits establits en les lleis de Pressupostos Generals de l'Estat.
Quan es designa un Oficial General perquè ocupe el càrrec de Director General o altre càrrec especial rellevant en l'àmbit del Ministeri de Defensa es considera plantilla transitòria addicional excepte si estan assignats expressament en la seua escala i treball.